# 浅海電気
浅海電気株式会社（あさみでんき）は、大阪市北区に本社を置く企業である。

## 概要
1915年（大正4年）3月、浅海治平が「浅海商会」として大阪市北区曽根崎上（現在の北区曾根崎新地）に創業。電気設備工事を中心とした総合設備工事を手掛けている。

## 沿革
- 1915年（大正4年）3月 - 浅海治平が浅海商会を創業。
- 1936年（昭和11年）12月 - 株式会社浅海電気商会として設立。
- 1944年（昭和19年）10月 - 浅海電気産業株式会社に商号変更。
- 1949年（昭和24年）10月 - 建設業法登録。
- 1955年（昭和30年）5月 - 浅海電気株式会社に商号変更。
- 1962年（昭和37年）12月 - 本社を現在の大阪市北区西天満3-7-4に移転。
- 1976年（昭和51年）1月 - 資本金を1億円に増資。
- 1981年（昭和56年）4月 - アサミエンジニアリング株式会社を設立。
- 1982年（昭和57年）12月 - 資本金を2億円に増資。
- 1994年（平成6年）4月 - 資本金を3億円に増資。
- 1995年（平成7年）3月 - 本社ビル竣工。
- 1999年（平成11年）10月 - ISO9001取得。
- 2014年（平成26年）3月 - 株式会社ワーデンに資本参加。
- 2015年（平成27年）3月 - 創業100周年を迎える。
- 2021年（令和3年）5月 - 佐藤電気工事株式会社に資本参加。
- 2022年（令和4年）12月 - 未来電設株式会社に資本参加。

## 拠点
- 本店 - 大阪・東京

- 支店 - 札幌・浜松・名古屋・九州（福岡）

- 営業所 - 東北（仙台）・埼玉・横浜・滋賀・神戸・中国（広島）・高松・光（山口）・鹿児島・沖縄